# 2018年8月5日龙目岛地震
2018年8月龙目岛地震，是2018年8月5日发生于印度尼西亚西努沙登加拉省小巽他群岛龙目岛北部的一场地震，震中位于南纬8.29度，东经116.45度，属逆冲型地震。据印度尼西亚气象、气候和地球物理局测定，震级为MW 7.0级，震源深度约15千米。
在此次地震中，印度尼西亚中部地区震感强烈。在主震发生后，附近地域又有多次余震活动。当次地震在印尼全国造成至少436人死亡、1353人受伤。

## 地质背景

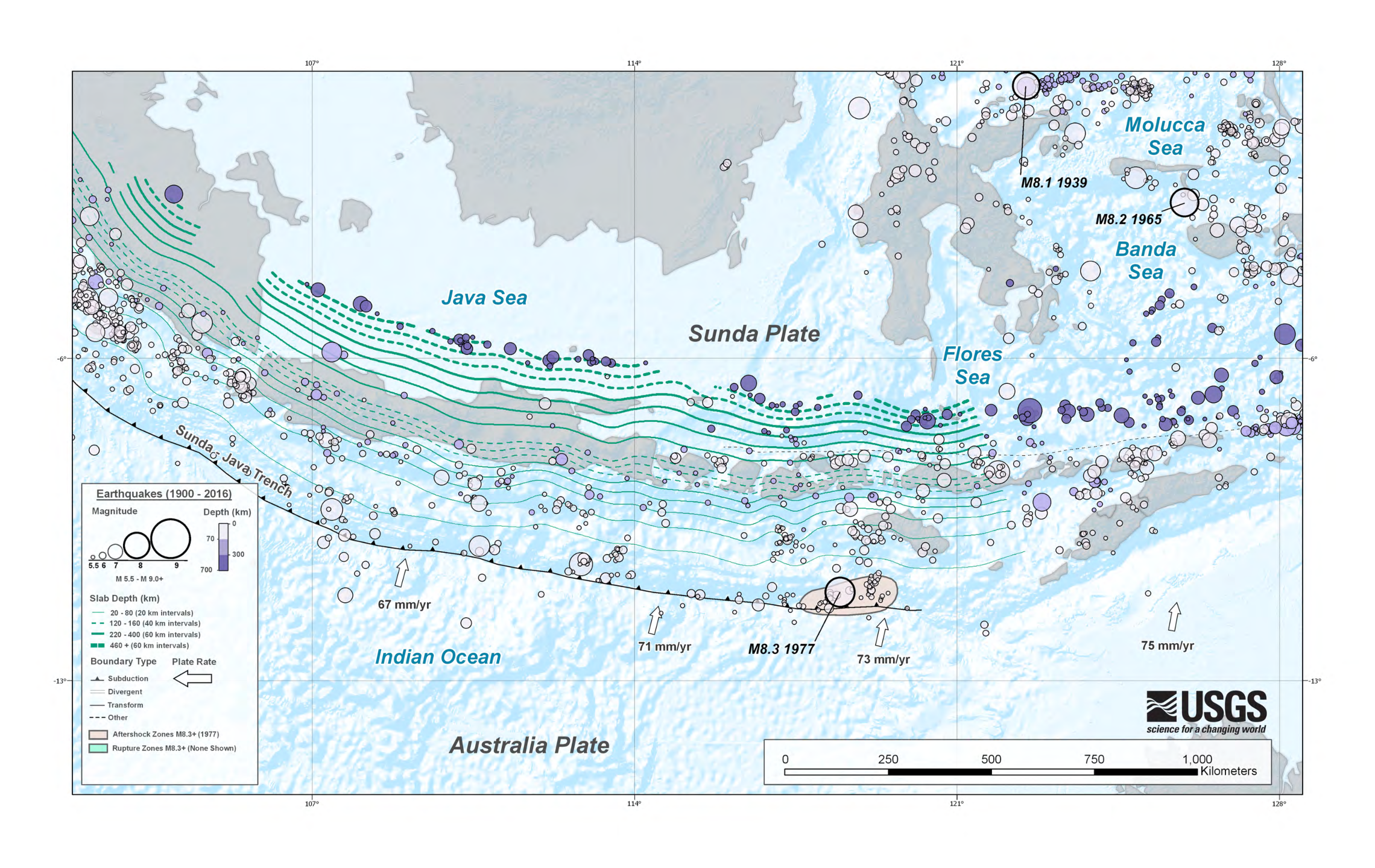
2018年8月龙目岛地震震中附近构造和历史地震简图

印度尼西亚所处地质构造环境属岛弧俯冲型地震构造带，岛弧呈向西南突出的C字形展布。广义而言，印度尼西亚群岛位于欧亚板块、太平洋板块、菲律宾板块和印度-澳洲板块动力碰撞的影响区。印度洋板块以约50~70mm/yr的速度向东北方向位移，与欧亚板块碰撞汇聚于班达弧，形成了巽他—爪哇海沟，并在爪哇和苏门答腊陆块之间形成了长达3000千米的断裂带和火山群，这使得印度尼西亚成为地震多发地区。刊载在《〈自然〉地球科学子刊》上的一组研究显示，延伸5500千米从缅甸到北澳大利亚的巽他大型逆冲区内的应力仍待释放，这加大了印尼群岛地区的地震危险性。同时，有印尼建筑师在接受采访时表示，印尼民用建筑缺乏防震规划和管理是造成惨重伤亡的重要原因。他认为，“印尼目前没有法规要求人们建造抗震房屋，也没有多少建筑工人了解抗震建筑。对经济条件较差的农村村民而言，抗震建筑更是遥不可及。”
本次地震震中所处的龙目岛是接近印尼群岛南部巽他板块的构造边界的一个区域，处于弗洛雷斯弧后逆冲断层上。由于龙目岛—巴厘岛—松巴哇岛一线受印度-澳大利亚板块俯冲，地震活动频繁、震害强度大，震害以浅源地震为主，历史地震发震深度在0至20千米之间。由区域层析成像研究指出，印度-澳大利亚板块由此地区俯冲渗透到地幔过渡带区域，具有很强的地震趋势。除此之外，印尼马塔兰大学电机工程学系教授泰提•祖巴达通过分析得出了龙目岛地区是该附近地区的连续正负地磁异常的最强中心之一的结论，龙目岛地区因此也被列为世界地磁异常图第一版中八个最重要的地区之一。
除本次地震外，该地区附近曾还发生过1977年松巴岛地震、1979年巴厘岛地震、2004年印度洋大地震、2006年5月爪哇地震等多次灾害性地震。其中，2004年12月发生在印度洋东部的规模为MS 8.7级的大地震是印度洋洋域有观测纪录以来发生的规模最大的地震，也是有史以来震级最高的地震之一。而1979年巴厘岛发生的6.4级地震引起了印度尼西亚地震学界对龙目岛地区的关注。有地震学家指出，印度洋东部洋域具备发生海啸的海洋深度较大、断层上下错动的要件，这一状况十分有利于巨大海啸的发生，因此该地域具有极高的地震海啸危险性。但据马塔兰大学灾害风险管理研究中心的艾柯·普拉乔科查阅史料，得出了龙目岛地区虽然地震风险极大，但因地震引发海啸的可能性不大的结论。
在2018年8月龙目岛地震发生一个星期前，龙目岛区域曾发生过一次MW 6.4级的强烈前震。这次前震致使当地17人遇难、355人受伤。

## 震害情况

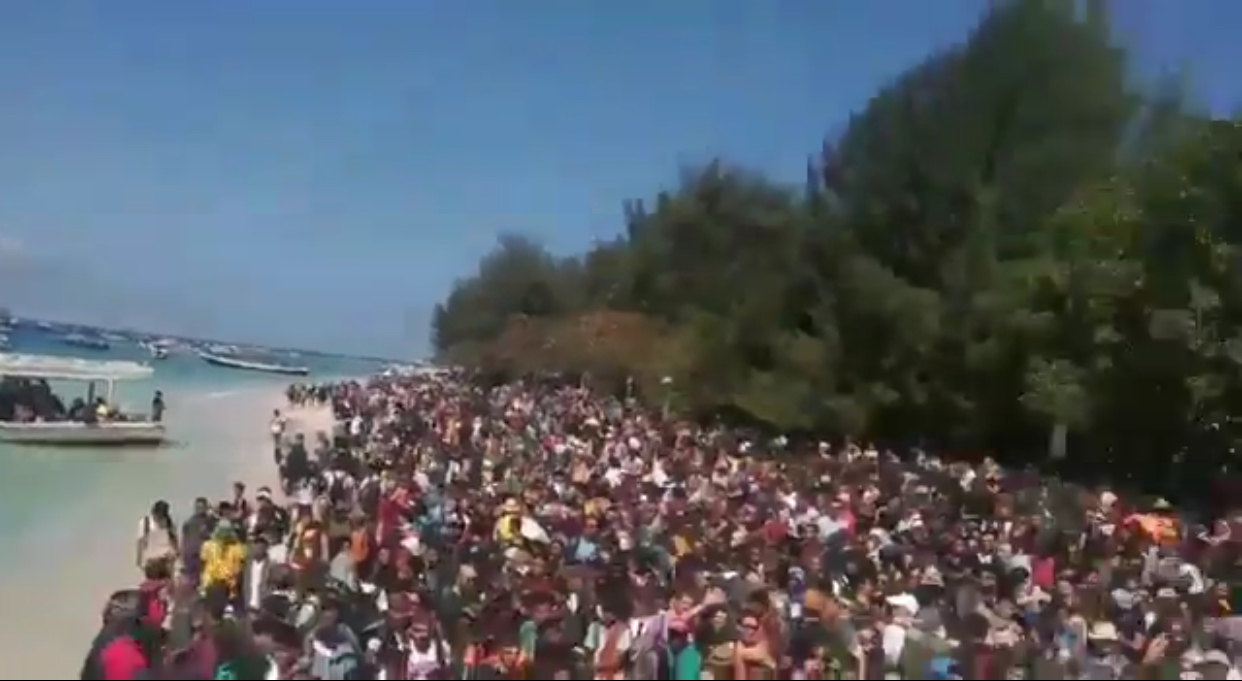
吉利特拉万安海滩上的避难人群

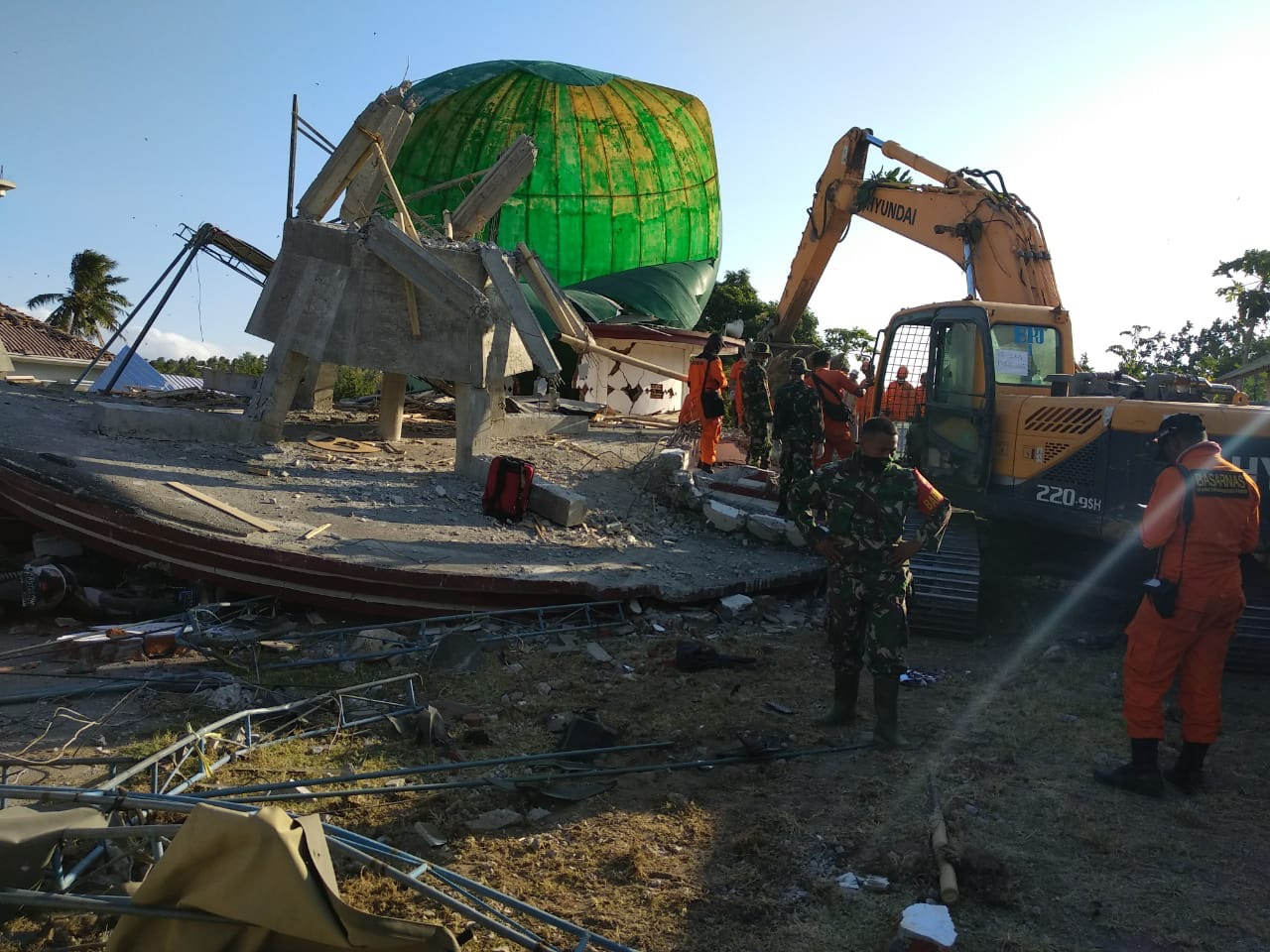
正在清理废墟的灾区

这场地震发生在印度尼西亚中部时间2018年8月6日20时46分。震中人口密集，据美国地质调查局估计，在印尼中部地区至少有6195.9万人能够感知到这场地震。地震持续了约20秒，发震时是当地的夜晚时间。距震中仅约20千米的一位居民形容此次地震“难以置信的可怕”。一位下榻喜德门的旅客描述道，“酒店出现了轻微的毁损，每个人都竞相跑出酒店大楼。”巴厘岛的游客表示， “地震震感十分强烈，人们纷纷走上街头避险。”一位来自墨西哥的游客形容此次地震同墨西哥城地震一样糟糕。新加坡律政兼内政部长尚穆根当时带领新加坡代表团出席在龙目岛举办的区域防止恐怖袭击的安保峰会。新加坡代表团当时下榻的酒店也强烈摇晃，电力供应暂时中断并且墙壁出现裂缝。尚穆根称龙目岛机场陷入了一片混乱并且在个人Facebook上说到，其他国家代表团有团员受伤，但是没有说明详情。澳大利亚移民及国境保护部长彼德·達頓当时也与澳大利亚代表团下榻同一间酒店。他向透露地震的强度使得人们无法正常的站立。
地震发生后，印度尼西亚气象、气候和地球物理局于当日20时51分向西努沙登加拉省发布了海啸警报，并预计海啸最大波高为0.5米。日本气象厅认为，“一般来说，这种规模的地震在浅海海域发生时会发生海啸，但海啸对日本没有影响” 。印度尼西亚气象、气候和地球物理局局长德维科里塔·卡纳瓦蒂（Dwikorita Karnawati）表示，“尽管预测海啸波高最高只有半米，但我们仍然希望公众远离海滩，并寻找高处避险。”印尼气象气候地物局呼吁西努沙登加拉的居民尽量保持冷静，不要惊慌，并指出海啸第一波波高可能不会达到最大值。
21时25分，印尼气象气候地物局宣布解除海啸警报，指出海啸威胁已经解除，希望人们停止恐慌。印尼气象部门在查里坎观测到最高为13.5厘米的海啸波高，在大松巴哇卡里克村监测到10厘米的海啸，而西龙目县冷巴尔则监测到9厘米的潮位波动。

## 观测研究

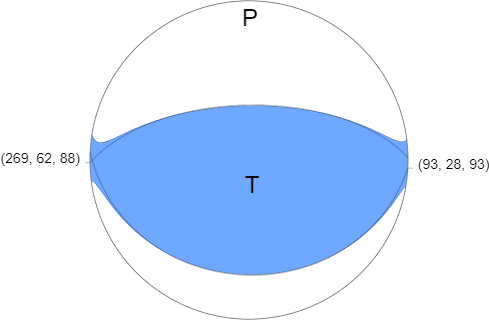
美国地质调查局发布的2018年8月龙目岛地震震源机制解。

印度尼西亚气象、气候和地球物理局认定，该次地震震级为矩震级7.0级，震源深度15千米。印尼气象部门认定本次地震震中居于南纬8.37度、东经116.48度的龙目岛中北部地区。印尼气象气候地物局在马塔兰监测到最大烈度达麦加利地震烈度7(VII)度，在登巴萨、卡朗阿森县、比马观测到烈度5-6(V-VI)度，并在库塔观测到烈度3-4(III-IV)度的地震动。
中国地震台网中心在自动速报中测定本次地震的规模为面波震级6.9级。随后，该中心又在正式速报中将观测数值调整为面波震级6.8级，震源深度10千米。中国地震台网估计本次地震震中处于南纬8.33度、东经116.45度的龙目岛林贾尼火山北部山脚。
美国地质调查局的373个地震台站监测到了此次地震，美方最初测定本次地震的规模为矩震级6.4级，震源深度为171.5千米。该局其后则表示，这次地震规模为矩震级6.9级，面波震级6.5级，体波震级6.5级，震源深度为31.0千米，震中位于南纬8.287度、东经116.452度的龙目岛北部丘陵地区。美国地质调查局测算该次地震的最大烈度为麦加利地震烈度8(VIII)度。该局在互联网地震强度调查中亦同时接获了最大烈度达麦加利地震烈度8(VIII)度的震感感知报告。
日本气象厅在震后半小时内发布的远震关联消息中，推定此次地震的震级为日本气象厅地震规模7.0级。并判定震中位于南纬8.3度、东经116.5度的芒塞特村（Mangsit）东南方山地地区。
亥姆霍兹德国地球科学研究中心推定指，此次地震规模为矩震级6.9级，震源深度13千米。德国地球科学研究中心GEOFON标准台网测定指，地震震级为面波震级6.8级，震源深度15千米。GEOFON扩展虚拟台网经W-phase解析认定本次地震震级为面波震级6.9级，震源深度15千米。该中心认定本次地震震中位于南纬8.33度、东经116.48度的东龙目县森巴仑区莎江村附近。
据俄罗斯科学院地球物理研究所推算，是次地震的规模达面波震级6.7级、体波震级2.1级，震源深度10千米，最大烈度至多可达梅德韦杰夫·施蓬霍伊尔·卡尔尼克地震烈度表9.5度。另据欧洲和地中海地震中心测定，本次地震规模为矩震级6.9级，震源深度33千米，震中附近最大烈度为欧洲宏观地震度量7(VII)度。

## 震后响应
印尼气象气候地物局表示其将与印度尼西亚国家灾害管理局和区域灾害管理局展开协调配合，印尼气象气候地物局国家地震中心也进驻灾区展开地震现场工作。

## 慰问
- 马来西亚首相马哈迪·莫哈末于8月7日下午致电印尼总统佐科·维多多，针对此次地震向总统和印尼人民致哀，声称如有任何需要，马来西亚乐意提供援助，并感谢印尼当局的协助交还“平静号”游艇予马来西亚[43]。